# Tsuneo Niijima
Tsuneo Niijima (新島恒男?, Niijima Tsuneo; 16 marzo 1955) è un astronomo giapponese.
Niijima è un prolifico scopritore di asteroidi, ed è coscopritore della cometa periodica 112P/Urata-Niijima.
L'asteroide 5507 Niijima prende il nome da lui .

## Asteroidi scoperti
Niijima ha coscoperto 22 asteroidi:
| Asteroide         | Designaz. provv. | Data della scoperta | Coscopritore/i |
| ----------------- | ---------------- | ------------------- | -------------- |
| 3565 Ojima        | 1986 YD          | 22 dicembre 1986    | Takeshi Urata  |
| 3585 Goshirakawa  | 1987 BE          | 28 gennaio 1987     | Takeshi Urata  |
| 3686 Antoku       | 1987 EB          | 3 marzo 1987        | Takeshi Urata  |
| 4375 Kiyomori     | 1987 DQ          | 28 febbraio 1987    | Takeshi Urata  |
| 4376 Shigemori    | 1987 FA          | 20 marzo 1987       | Takeshi Urata  |
| 4377 Koremori     | 1987 GD          | 4 aprile 1987       | Takeshi Urata  |
| 4402 Tsunemori    | 1987 DP          | 25 febbraio 1987    | Takeshi Urata  |
| 4574 Yoshinaka    | 1986 YB          | 20 dicembre 1986    | Takeshi Urata  |
| 4767 Sutoku       | 1987 GC          | 4 aprile 1987       | Takeshi Urata  |
| 4896 Tomoegozen   | 1986 YA          | 20 dicembre 1986    | Takeshi Urata  |
| 5578 Takakura     | 1987 BC          | 28 gennaio 1987     | Takeshi Urata  |
| 5830 Simohiro     | 1991 EG          | 9 marzo 1991        | Takeshi Urata  |
| 5912 Oyatoshiyuki | 1989 YR          | 20 dicembre 1989    | Takeshi Urata  |
| 6158 Shosanbetsu  | 1991 VB3         | 12 novembre 1991    | Takeshi Urata  |
| 7139 Tsubokawa    | 1994 CV2         | 14 febbraio 1994    | Takeshi Urata  |
| 7202 Kigoshi      | 1995 DX1         | 19 febbraio 1995    | Takeshi Urata  |
| 7748 -            | 1987 TA          | 12 ottobre 1987     | Takeshi Urata  |
| 7752 Otauchunokai | 1988 US          | 31 ottobre 1988     | Takeshi Urata  |
| 8344 Babette      | 1987 BB          | 25 gennaio 1987     | Takeshi Urata  |
| 8565 -            | 1995 WB6         | 24 novembre 1995    | Takeshi Urata  |
| 10162 Issunboushi | 1995 AL          | 2 gennaio 1995      | Takeshi Urata  |
| 10727 Akitsushima | 1987 DN          | 25 febbraio 1987    | Takeshi Urata  |